# Liste der türkischen Botschafter in Slowenien
Der Botschafter leitet die Botschaft Ljubljana.
| Ernennung Akkreditierung | Botschafter         | Bemerkung | Ministerpräsident der Türkei | Ministerpräsident Sloweniens | Posten verlassen |
| ------------------------ | ------------------- | --- | ---------------------------- | ---------------------------- | ---------------- |
| 1. Apr. 1993             | İlhan Yiğitbaşıoğlu | | Tansu Çiller                 | Janez Drnovšek               | 20. Jan. 1998    |
| 16. Feb. 1998            | Halil Akıncı        | (* 9. Dezember 1945 in Ula (Muğla)) 1967 Studium der Politikwissenschaft an der Universität Ankara, 1968: Eintritt in den auswärtigen Dienst, 1998–2002: Botschafter in Ljubljana, Slowenien, 2006–2008: Botschafter in Neu-Delhi, 2008–2010 Botschaft in Moskau 2010: Versetzung in den Ruhestand.          | Mesut Yılmaz                 | Janez Drnovšek               | 24. Mai 2002     |
| 30. Mai 2002             | Balkan Kızıldeli    | | Abdullah Gül                 | Anton Rop                    | 27. Dez. 2005    |
| 1. Jan. 2006             | Melek Sina Baydur   | | Recep Tayyip Erdoğan         | Janez Janša                  | 29. Feb. 2008    |
| 15. März 2008            | Ayşe Sezgin         | | Recep Tayyip Erdoğan         | Borut Pahor                  | 9. Okt. 2009     |
| 15. Okt. 2009            | Derya Kanbay        | | Recep Tayyip Erdoğan         | Borut Pahor                  | 17. Juli 2012    |
| 1. Aug. 2012             | Serra Kaleli        | Abitur: TED Ankara College Foundation Schools in Ankara Studium: Politikwissenschaft an der Technischen Universität des Nahen Ostens, 1985: Eintritt in den auswärtigen Dienst, Generalkonsulin in West-Berlin, Islamabad, Kiew, Washington und London. Ankara: Abteilung Griechenland, Balkan, Naher Osten. | Recep Tayyip Erdoğan         | Janez Janša                  |                  |